# Jaak Peetre
Jaak Peetre, född 29 juli 1935 i Pärnu, Estland, död 1 april 2019 i Lund, Sverige, var en svensk matematiker.
Jaak Peetre blev filosofie licentiat vid Lunds universitet 1958 och var professor i matematik där 1963–1988. Han invaldes 1983 till ledamot av Vetenskapsakademien.